# Рошпорт (Міссурі)
Рошпорт (англ. Rocheport) — місто (англ. city) в США, в окрузі Бун штату Міссурі. Населення — 201 особа (2020).

## Географія
Рошпорт розташований за координатами 38°58′46″ пн. ш. 92°33′48″ зх. д. / 38.97944° пн. ш. 92.56333° зх. д. (38.979349, -92.563388).  За даними Бюро перепису населення США в 2010 році місто мало площу 0,69 км², уся площа — суходіл. В 2017 році площа становила 0,86 км², з яких 0,86 км² — суходіл та 0,00 км² — водойми.

## Демографія
Згідно з переписом 2010 року, у місті мешкало 239 осіб у 121 домогосподарстві у складі 63 родин. Густота населення становила 349 осіб/км².  Було 128 помешкань (187/км²).
Расовий склад населення:
| - 91,2 % — білих - 3,8 % — чорних або афроамериканців - 2,1 % — корінних американців - 0,8 % — азіатів |

До двох чи більше рас належало 2,1 %. Частка іспаномовних становила 0,8 % від усіх жителів.
За віковим діапазоном населення розподілялося таким чином: 16,7 % — особи молодші 18 років, 62,4 % — особи у віці 18—64 років, 20,9 % — особи у віці 65 років та старші. Медіана віку мешканця становила 49,3 року. На 100 осіб жіночої статі у місті припадало 100,8 чоловіків;  на 100 жінок у віці від 18 років та старших — 95,1 чоловіків також старших 18 років.
Середній дохід на одне домашнє господарство  становив 53 768 доларів США (медіана — 36 875), а середній дохід на одну сім'ю — 60 642 долари (медіана — 48 750). Медіана доходів становила 55 125 доларів для чоловіків та 28 125 доларів для жінок. За межею бідності перебувало 7,5 % осіб, у тому числі 0,0 % дітей у віці до 18 років та 14,3 % осіб у віці 65 років та старших.
Цивільне працевлаштоване населення становило 138 осіб. Основні галузі зайнятості: освіта, охорона здоров'я та соціальна допомога — 26,8 %, роздрібна торгівля — 18,8 %, публічна адміністрація — 10,1 %, виробництво — 9,4 %.